# 黄昏のBAY CITY
「黄昏のBAY CITY」（たそがれのベイシティ）は、1983年11月21日にリリースされた八神純子の18枚目のシングルである。

## 解説
- ディスコメイトレコードからリリースされた最後のシングルで、このシングルをもって八神は所属していたヤマハ音楽振興会を退所した。次作の「チーター (CHEATER)」からはアルファ・ムーン（現・ワーナーミュージック・ジャパン）からリリースされ、八神はアメリカに活動を移すこととなる。
- 同時期にプロモーション盤限定で、12インチシングル盤も制作された。のちに、2003年に発売された『FULL MOON』の再発盤のボーナストラックとして収録されている[1]。

## 収録曲
7inch盤
1. 黄昏のBAY CITY (4分10秒)
  - 作詞・作曲：八神純子／編曲：瀬尾一三
2. Lady-Ready (4分14秒)
  - 作詞・作曲：八神純子／編曲：瀬尾一三

12inchプロモーション盤
1. 黄昏のBAY CITY (SPECIAL MIDNIGHT VERSION) (7分30秒)
  - 作詞・作曲：八神純子／編曲：瀬尾一三
2. 綿雪&銀紙星 (コットン・スノーにペイパー・スター) (5分15秒)
  - 作詞：山川啓介／作曲：八神純子／編曲：瀬尾一三

## リリース日一覧
| 地域 | リリース日     | レーベル                | 規格                   | カタログ番号 | 備考                    |
| ---- | -------------- | ----------------------- | ---------------------- | ------------ | ----------------------- |
| 日本 | 1983年11月21日 | ディスコメイトレコード  | シングル盤             | DSF-245      | STEREO                  |
| 日本 | 1983年         | ディスコメイトレコード  | 12インチシングル盤     | DSS-1011     | STEREO プロモーション盤 |
| 日本 | 2007年8月1日   | YAMAHA MUSIC PUBLISHING | デジタル・ダウンロード | 1229560802   | iTunes Store            |

## カバー
黄昏のBAY CITY
- DADARAY（2021年、アルバム『ガーラ』収録[3]）

## 関連作品
- アルバム『FULL MOON』